# Luquilho
Luquilho är en ort i Mexiko.   Den ligger i kommunen Larráinzar och delstaten Chiapas, i den sydöstra delen av landet, 700 km öster om huvudstaden Mexico City. Luquilho ligger 2 040 meter över havet och antalet invånare är 161.
Terrängen runt Luquilho är kuperad söderut, men norrut är den bergig. Runt Luquilho är det ganska tätbefolkat, med 166 invånare per kvadratkilometer. Närmaste större samhälle är Bochil, 16,4 km nordväst om Luquilho. I omgivningarna runt Luquilho växer i huvudsak städsegrön lövskog.